# Pawłowo (powiat gdański)
Pawłowo (niem. Gross Paglau) – wieś w Polsce położona w województwie pomorskim, w powiecie gdańskim, w gminie Trąbki Wielkie.
W latach 1975–1998 miejscowość należała administracyjnie do województwa gdańskiego.
W pobliżu wsi znajduje się jezioro Aleksandra.
Wieś stanowi sołectwo gminy Trąbki Wielkie.